# Chiesa di San Marco Evangelista (Boretto)
La basilica minore di San Marco Evangelista è la parrocchiale di Boretto, in provincia di Reggio Emilia e diocesi di Reggio Emilia-Guastalla; fa parte del vicariato della Pianura.

## Storia
La primitiva chiesa di Boretto fu edificata probabilmente nell'XI secolo e intitolata a san Marco nel 1230. Nel 1674 furono aggiunte le navate laterali su progetto di Giovanni Battista Sormani. 
La chiesa venne poi riedificata nel 1722 e consacrata in quello stesso anno; nel 1828 la parrocchia di Boretto passò dalla diocesi di Parma a quella di Reggio nell'Emilia e nel 1866 a quella di Guastalla.
La nuova parrocchiale venne edificata tra il 1871 ed il 1883 su progetto di Luigi Panizzi Moriglio e consacrata il 7 ottobre dello stesso anno. Nel 1955 fu ricostruita la sacrestia e ristrutturata la chiesa. 
Il 5 ottobre 1956 papa Pio XII elevò la chiesa al rango di basilica minore. 
Nel 1988 crollò la cupola, che fu riedificata nel 1995, e nel 2001 venne posato il nuovo pavimento.
La cupola della chiesa fu ripresa durante le scene finali del film  Don Camillo e l'onorevole Peppone ripresa dalla strada provinciale 62R.

## Descrizione

### Esterno
La facciata a salienti della chiesa, che volge a mezzogiorno, è suddivisa da una cornice marcapiano con fregio abbellito da metope e triglifi in due registri, entrambi scanditi da paraste; quello inferiore, più largo, presenta al centro il portale d'ingresso timpanato mentre quello superiore, affiancato da due statue raffiguranti San Marco e Sant'Antonio, è caratterizzato dal rosone e coronato dal frontone.
Separato dalla basilica sorge il campanile a pianta quadrata, abbellito da lesene angolari; la cella presenta su ogni lato una monofora ed è coronato dalla cupoletta poggiamte sulla lanterna.

### Interno
L'interno della chiesa si compone di un'unica navata, sulla quale si affacciano le cappelle laterali e i bracci del transetto e le cui pareti sono scandite da lesene sorreggenti il cornicione sopra cui si impostano le volte e le vele della cupola; al termine dell'aula si sviluppa il presbiterio, rialzato di alcuni gradini e chiuso dall'abside semicircolare.